# Lac Eucumbene
Le lac Eucumbene (prononcé à l'anglaise you-come-been) est un lac artificiel d'Australie situé sur l'Eucumbene River, sur le versant est des Snowy Mountains en Nouvelle-Galles du Sud. Le lac résulte de la création d'un barrage construit sur son cours entre 1956 et 1958 pour le plan d'aménagement hydroélectrique des Snowy Mountains (Snowy Mountains Hydro-Electric Scheme).

## Description
Le barrage est un barrage en terre de 116 mètres de haut et de 686 mètres d'épaisseur à la base. Avec ses 4,3 milliards de m3 d'eau stockés (neuf fois le volume de l'eau de la baie de Sydney), il est le plus important barrage de la région.

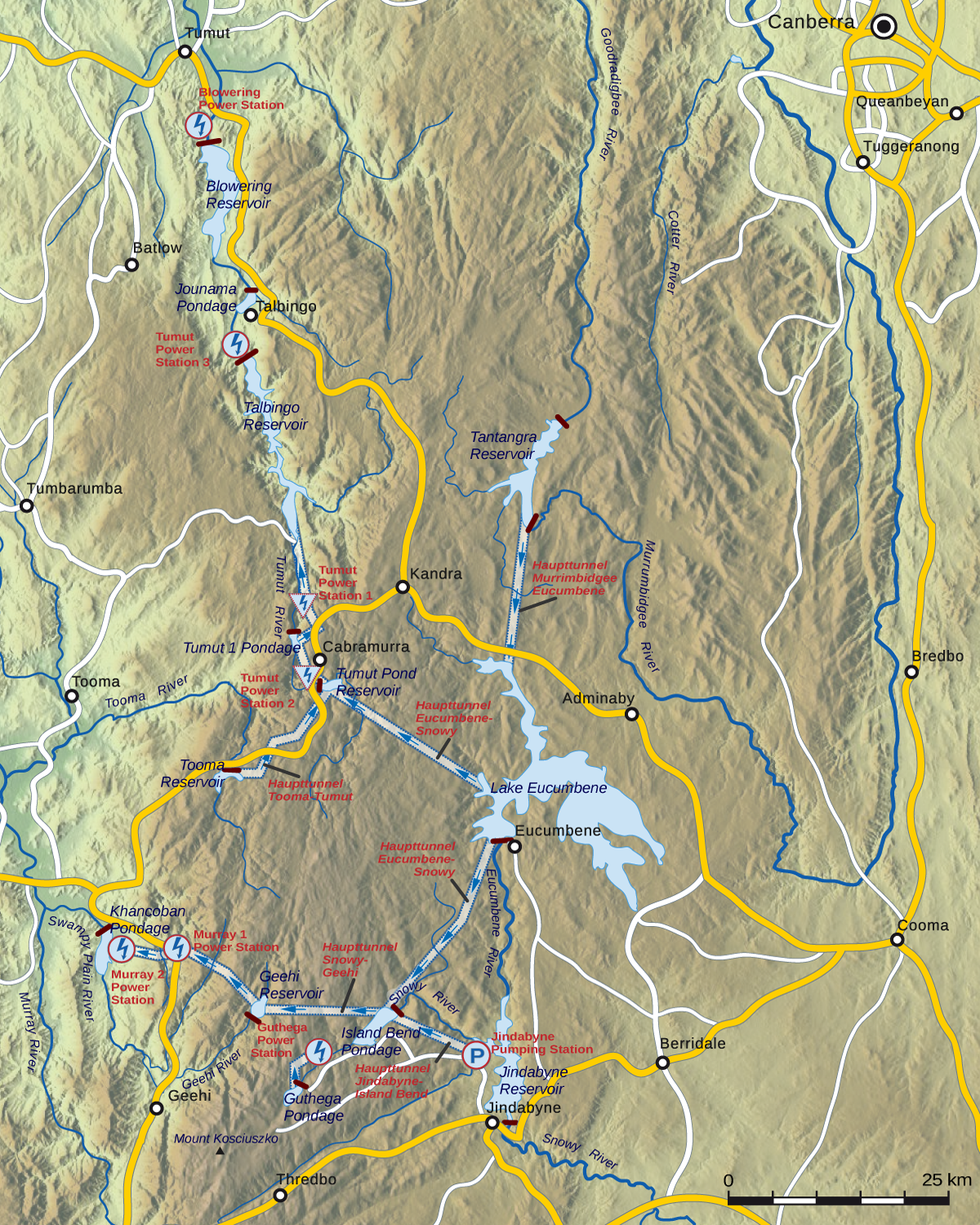
Schéma hydrographique du réseau des Snowy Mountains.

Il est relié par des tunnels à l'autre versant de la cordillère australienne et permet de fournir de l'eau à la Snowy River et à la Murrumbidgee, ainsi qu'à la retenue de Tumut et au barrage de Tantangara.
Le village d'Adaminaby a été déplacé en 1957, lors de la construction des aménagements hydroélectriques des Snowy Mountains. La localité d'origine a été inondée par le lac Eucumbene. Situé dans la région des Snowy Mountains, la plus haute du continent australien, le Snowy Scheme a été mené entre 1949 et 1974. Il a compris la déviation de cours d'eau pour produire de l'électricité pour les villes du sud-est et pour permettre l'irrigation de l'intérieur sec du pays. Seize barrages importants, sept centrales importantes (deux au fond), une station de pompage, 145 km de tunnels dans les montagnes et 80 km d'aqueducs ont été construits. L'aménagement est exploité et entretenu par Snowy Hydro Limited.

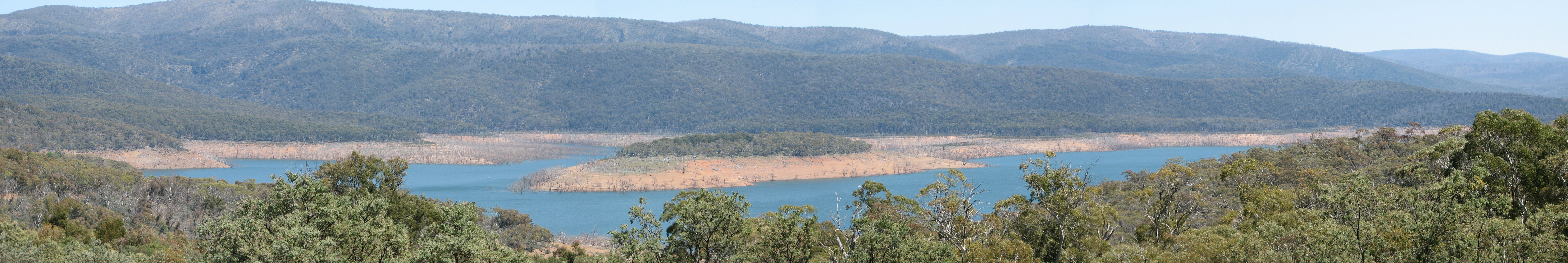
Vue panoramique du lac Eucumbene aux basses-eaux (novembre 2006).

## Loisirs

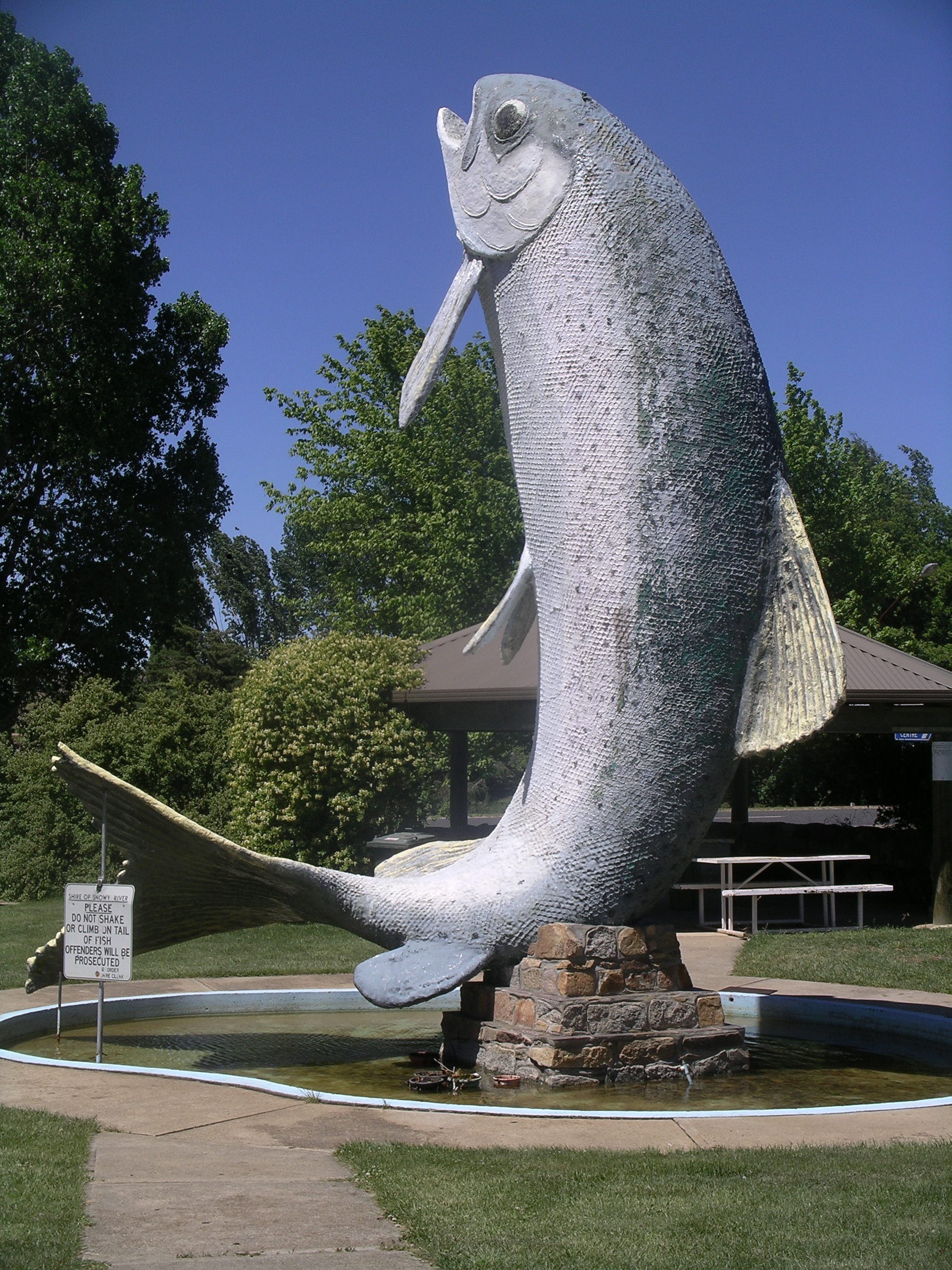
La Grosse Truite d'Adaminaby, statue de 10 m en fibre de verre construite en 1973.

Le lac Eucumbene est apprécié par les pêcheurs. Il est situé près du Parc national du Kosciuszko, de la ville fantôme historique de Kiandra et de la station de ski de Selwyn Snowfields.